# Associação Brasileira de Cinema de Animação
A Associação Brasileira de Cinema de Animação (ABCA) foi criada em 2003  com o objetivo de aproximar os profissionais de animação no Brasil e desenvolver sua produção no país.